# Voetbalelftal van Gemenebest van Onafhankelijke Staten (mannen)
Het voetbalelftal van Gemenebest van Onafhankelijke Staten was het vertegenwoordigend elftal van de landen van het Gemenebest van Onafhankelijke Staten (GOS) in 1992.
Het elftal was de opvolger van het voetbalelftal van de Sovjet-Unie na het uiteenvallen van de Sovjet-Unie. Op 11 januari 1992 werd de Unie van Voetbalbonden van het GOS opgericht en twee dagen later erkend door de FIFA. De vertegenwoordigde leden waren de voetbalbonden van Azerbeidzjan, Kazachstan, Kirgizië, Oezbekistan, Rusland, Tadzjikistan, Turkmenistan, Wit-Rusland en (alhoewel destijds geen lid van het GOS) Georgië. Armenië, Moldavië en Oekraïne traden niet toe. Estland, Letland en Litouwen waren geen lid van het GOS en hadden al eerder een eigen nationaal elftal opgericht.
Het voetbalelftal van Gemenebest van Onafhankelijke Staten speelde enkele oefenwedstrijden en nam deel aan het Europees kampioenschap voetbal 1992 waarvoor de Sovjet-Unie zich reeds geplaatst had. De ploeg bestond uit 15 Russen, drie Oekraïners, één Georgiër (Kachaber Tschadadze) en één Wit-Rus (Sjarhej Alejnikaw) en werd op dit toernooi laatste in groep B. Igor Dobrovolski ging de annalen van het Europese voetbal in omdat hij in de groepswedstrijd tegen Duitsland, die op 1–1 eindigde, het enige toernooidoelpunt heeft gescoord voor het GOS. Na het EK werden het elftal ontbonden en richtten de vertegenwoordigde landen eigen nationale elftallen op.

## Deelnames aan internationale toernooien

### Europees kampioenschap
| Europees kampioenschap | Europees kampioenschap | Europees kampioenschap | Europees kampioenschap | Europees kampioenschap | Europees kampioenschap | Europees kampioenschap | Europees kampioenschap | Europees kampioenschap |
| Jaar                   | Ronde                  | Wed.                   | W                      | G                      | V                      | DV                     | DT                     | Kwal                   |
| ---------------------- | ---------------------- | ---------------------- | ---------------------- | ---------------------- | ---------------------- | ---------------------- | ---------------------- | ---------------------- |
| 1960–1988              | Bij Sovjet-Unie        | Bij Sovjet-Unie        | Bij Sovjet-Unie        | Bij Sovjet-Unie        | Bij Sovjet-Unie        | Bij Sovjet-Unie        | Bij Sovjet-Unie        | Bij Sovjet-Unie        |
| 1992                   | Groepsfase             | 3                      | 0                      | 2                      | 1                      | 1                      | 4                      | (Kwal.)                |

## Selecties

### EURO 1992
| Selectie van het Gemenebest van Onafhankelijke Staten tijdens EURO 1992 | Selectie van het Gemenebest van Onafhankelijke Staten tijdens EURO 1992 | Selectie van het Gemenebest van Onafhankelijke Staten tijdens EURO 1992 | Selectie van het Gemenebest van Onafhankelijke Staten tijdens EURO 1992 | Selectie van het Gemenebest van Onafhankelijke Staten tijdens EURO 1992 | Selectie van het Gemenebest van Onafhankelijke Staten tijdens EURO 1992 | Selectie van het Gemenebest van Onafhankelijke Staten tijdens EURO 1992 | Selectie van het Gemenebest van Onafhankelijke Staten tijdens EURO 1992 | Selectie van het Gemenebest van Onafhankelijke Staten tijdens EURO 1992 |
| №                                                                       | Naam                                                                    | Wed.                                                                    | Dlpnt.                                                                  | Club                                                                    |                                                                         |                                                                         |                                                                         |                                                                         |
| ----------------------------------------------------------------------- | ----------------------------------------------------------------------- | ----------------------------------------------------------------------- | ----------------------------------------------------------------------- | ----------------------------------------------------------------------- | ----------------------------------------------------------------------- | ----------------------------------------------------------------------- | ----------------------------------------------------------------------- | ----------------------------------------------------------------------- |
| Doel                                                                    |                                                                         |                                                                         |                                                                         |                                                                         |                                                                         |                                                                         |                                                                         |                                                                         |
| 1                                                                       | Dmitri Charin                                                           | 12                                                                      |                                                                         | CSKA Moskou                                                             |                                                                         |                                                                         |                                                                         |                                                                         |
| 12                                                                      | Stanislav Tsjertsjesov                                                  | 10                                                                      |                                                                         | Spartak Moskou                                                          |                                                                         |                                                                         |                                                                         |                                                                         |
| Verdediging                                                             |                                                                         |                                                                         |                                                                         |                                                                         |                                                                         |                                                                         |                                                                         |                                                                         |
| 2                                                                       | Andrej Tsjernisjov                                                      | 23                                                                      |                                                                         | Spartak Moskou                                                          |                                                                         |                                                                         |                                                                         |                                                                         |
| 3                                                                       | Kachaber Tschadadze                                                     | 5                                                                       |                                                                         | Spartak Moskou                                                          |                                                                         |                                                                         |                                                                         |                                                                         |
| 4                                                                       | Achrik Tsveiba                                                          | 22                                                                      |                                                                         | Dynamo Kiev                                                             |                                                                         |                                                                         |                                                                         |                                                                         |
| 5                                                                       | Oleh Koeznetsov                                                         | 60                                                                      |                                                                         | Rangers                                                                 |                                                                         |                                                                         |                                                                         |                                                                         |
| 18                                                                      | Viktor Onopko                                                           | 1                                                                       |                                                                         | Spartak Moskou                                                          |                                                                         |                                                                         |                                                                         |                                                                         |
| 20                                                                      | Andrej Ivanov                                                           | 3                                                                       |                                                                         | Spartak Moskou                                                          |                                                                         |                                                                         |                                                                         |                                                                         |
| Middenveld                                                              |                                                                         |                                                                         |                                                                         |                                                                         |                                                                         |                                                                         |                                                                         |                                                                         |
| 6                                                                       | Igor Sjalimov                                                           | 23                                                                      |                                                                         | Foggia                                                                  |                                                                         |                                                                         |                                                                         |                                                                         |
| 7                                                                       | Oleksij Mychajlytsjenko                                                 | 38                                                                      |                                                                         | Rangers                                                                 |                                                                         |                                                                         |                                                                         |                                                                         |
| 9                                                                       | Sjarhej Alejnikaw                                                       | 75                                                                      |                                                                         | Lecce                                                                   |                                                                         |                                                                         |                                                                         |                                                                         |
| 10                                                                      | Igor Dobrovolski                                                        | 26                                                                      |                                                                         | Servette Genève                                                         |                                                                         |                                                                         |                                                                         |                                                                         |
| 16                                                                      | Dmitri Koeznetsov                                                       | 17                                                                      |                                                                         | Espanyol                                                                |                                                                         |                                                                         |                                                                         |                                                                         |
| 17                                                                      | Igor Kornejev                                                           | 5                                                                       |                                                                         | Espanyol                                                                |                                                                         |                                                                         |                                                                         |                                                                         |
| 19                                                                      | Igor Ledjachov                                                          | 7                                                                       |                                                                         | Spartak Moskou                                                          |                                                                         |                                                                         |                                                                         |                                                                         |
| Aanval                                                                  |                                                                         |                                                                         |                                                                         |                                                                         |                                                                         |                                                                         |                                                                         |                                                                         |
| 8                                                                       | Andrej Kantsjelskis                                                     | 20                                                                      |                                                                         | Manchester United                                                       |                                                                         |                                                                         |                                                                         |                                                                         |
| 11                                                                      | Sergej Joeran                                                           | 13                                                                      |                                                                         | Benfica                                                                 |                                                                         |                                                                         |                                                                         |                                                                         |
| 13                                                                      | Sergej Kirjakov                                                         | 8                                                                       |                                                                         | Dinamo Moskou                                                           |                                                                         |                                                                         |                                                                         |                                                                         |
| 14                                                                      | Volodymyr Ljoetji                                                       | 5                                                                       |                                                                         | Duisburg                                                                |                                                                         |                                                                         |                                                                         |                                                                         |
| 15                                                                      | Igor Kolyvanov                                                          | 22                                                                      |                                                                         | Foggia                                                                  |                                                                         |                                                                         |                                                                         |                                                                         |
| Bondscoach: Anatolij Bysjovets                                          |                                                                         |                                                                         |                                                                         |                                                                         |                                                                         |                                                                         |                                                                         |                                                                         |

1. ↑  Aantal gespeelde wedstrijden voor het voetbalelftal van de Sovjet-Unie.